# Ampuero
Ampuero är en kommun i Spanien. Den ligger i den autonoma regionen Kantabrien i norra delen av landet, 300 km norr om huvudstaden Madrid. Antalet invånare är 4 477 (2024).  Arean är 32,47 kvadratkilometer.